# Загребля (Полтавская область)
Загребля (укр. Загребля) — село,
Лукомский сельский совет,
Оржицкий район,
Полтавская область,
Украина.
Код КОАТУУ — 5323683603. Население по переписи 2001 года составляло 32 человека.

## Географическое положение
Село Загребля находится на левом берегу реки Сула,
выше по течению на расстоянии в 3 км расположено село Старая Мусиевка (Хорольский район),
ниже по течению на расстоянии в 3,5 км расположено село Матвеевка (Семёновский район),
на противоположном берегу — село Лукомье.
Река в этом месте извилистая, образует лиманы, старицы и заболоченные озёра.

## История
В 1945 г. Указом Президиума ВС УССР хутор Гробовка переименован в Загреблю.
Село указано на трехверстовке Полтавской области. Военно-топографическая карта.1869 года как хутор Старая Матвеевка